# Mirab Hararghe
La zone Mirab Hararghe ou Ouest Hararghe est l'une des zones administratives de la région Oromia en Éthiopie. Sa principale ville est Chiro.

## Nom
La zone Mirab Hararghe, de même que la zone Misraq Hararghe, la région Harar et l'ancienne province Hararghe, tiennent leur nom de Harar l'ancienne ville fortifiée des Harari et le plus ancien centre de culture, d'enseignement et de diffusion de l'islam du pays.

## Woredas
De 1994 au début des années 2000, la zone était composée de 10 woredas.
Le woreda de Chiro — qui comprenait Chiro, la principale ville de la zone — a été subdivisé avant 2007 en Chiro Town, Gemechis (en) et Chiro Zuria,.
Deux autres woredas sont apparus au recensement de 2007 : Anchar (en), par subdivision  de Guba Koricha, et Bedessa par subdivision de Kuni.
À la suite de ces subdivisions il y a deux woredas entièrement ruraux, Chiro Zuria et Kuni, qui entourent respectivement les villes-woredas entièrement urbaines Chiro et Bedessa.
En 2007, la zone est composée de quatorze woredas :
- Anchar (en)
- Bedessa
- Boke
- Chiro Town
- Chiro Zuria
- Daro Lebu
- Doba
- Guba Koricha
- Gemechis (en)
- Habro
- Kuni
- Mesela
- Mieso
- Tulo

Un quinzième woreda, Hawi Gudina, aurait été créé entre 2007 et 2015 à l'extrémité sud de la zone par subdivision de Daro Lebu. Il semble entièrement rural.
Une liste récente mentionne de plus deux woredas appelés « Burqua Dhintu » et « Gumbi Bordede ».

## Géographie

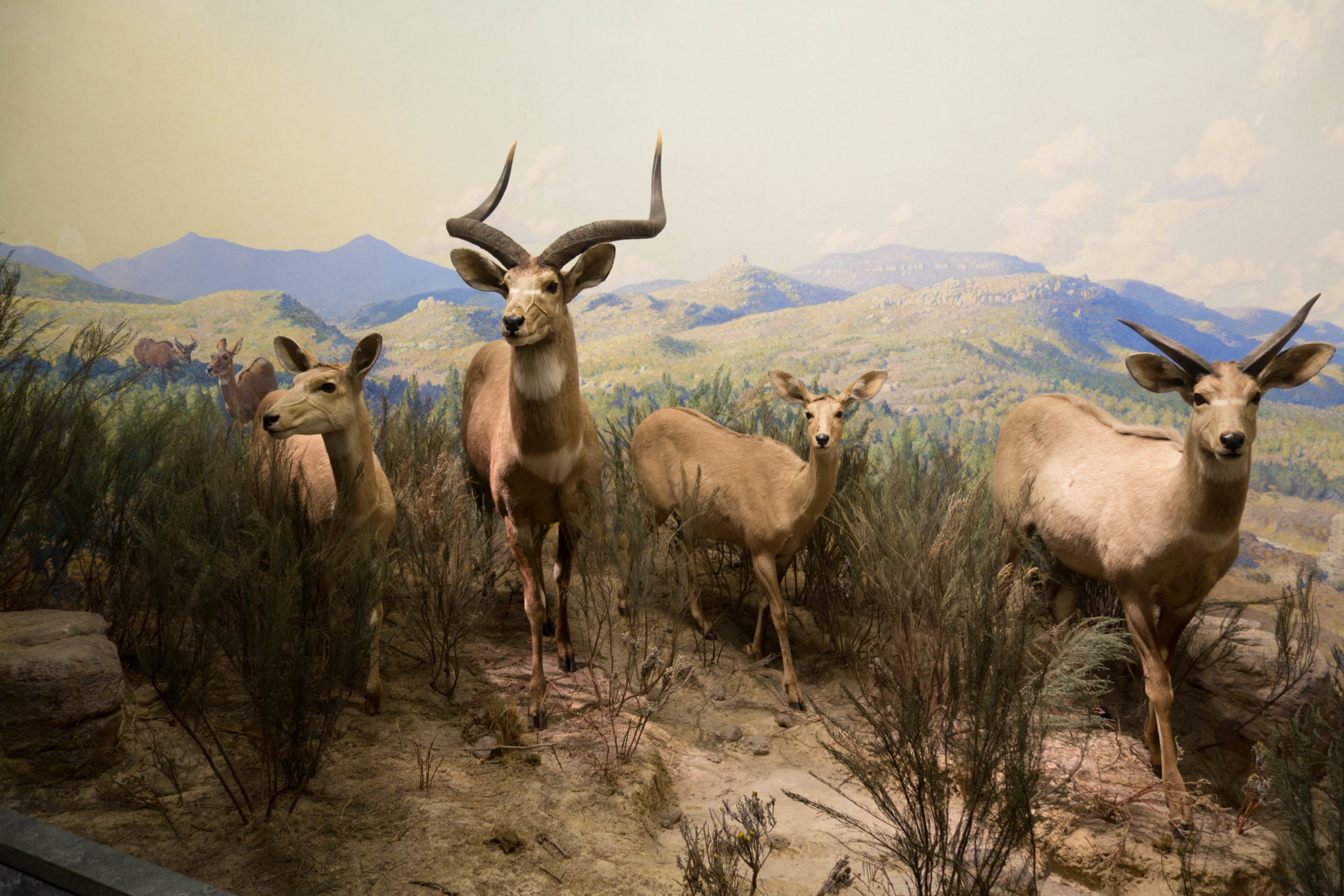
Nyala de montagne. Diorama du musée américain d'histoire naturelle à New York.

La zone Mirab Hararghe est bordée par la région Afar au nord-ouest, la région Somali au nord, la zone Misraq Hararghe à l'est, la zone Bale au sud et la zone Arsi à l'ouest.
Elle présente un relief de plateaux entre 1 000 et 2 500 m d'altitude avec des sommets tel que le mont Arba Gugu à 3 574 m d'altitude[à vérifier] et la montagne Chercher[Où ?]. La zone se situe principalement dans le bassin versant du Chébéli, son extrémité nord-ouest est toutefois dans le bassin versant de l'Awash.
Les terres arables produisent notamment du khat et du café.
La zone comprend quelques espaces protégés tels que la réserve de faune sauvage Alledeghi wildlife reserve au nord-ouest de Mieso et le Kuni-Muktar mountain nyala sanctuary au sud d'Asebe Teferi.
Les routes principales Harar-Awash, Dire Dawa-Mieso, Chiro-Mechara — ainsi que l'ancien chemin de fer djibouto-éthiopien et la nouvelle ligne d'Addis-Abeba à Djibouti — desservent le nord de la zone.
La zone compte une vingtaine de localités urbaines.
| Ville ou localité urbaine | Population 2007 | Woreda        |
| ------------------------- | --------------- | ------------- |
| Chiro                     | 33 670          | Chiro Town    |
| Bedessa                   | 28 187          | Bedessa       |
| Gelemso                   | 16 484          | Habro         |
| Mieso                     | 13 339          | Mieso         |
| Hirna                     | 11 650          | Tulo          |
| Mechara                   | 9 245           | Daro Lebu     |
| Asebot                    | 7 845           | Mieso         |
| Micheta                   | 7 617           | Daro Lebu     |
| Wachu                     | 7 385           | Habro         |
| Boke Tiko                 | 6 696           | Boke          |
| Mesela                    | 4 590           | Mesela        |
| Kuni                      | 3 863           | Gemechis (en) |
| Doba                      | 3 272           | Doba          |
| Komona                    | 2 875           | Guba Koricha  |
| Cheleleka                 | 2 773           | Anchar (en)   |
| Bedayu                    | 2 223           | Anchar (en)   |
| Boridede                  | 2 219           | Mieso         |
| Debaso                    | 2 118           | Tulo          |
| Kora                      | 1 985           | Mieso         |
| Deay                      | 1 495           | Anchar (en)   |
| Belbelti                  | 1 364           | Habro         |

## Démographie
D'après le recensement national de 2007 réalisé par l'Agence centrale de statistique d'Éthiopie, la zone compte 1 871 706 habitants et 8,6 % de la population est urbaine.
La majorité des habitants (88 %) sont musulmans tandis que 11,1 % sont orthodoxes.
En 2022, la population de la zone est estimée à 2 725 156 personnes avec une densité de population de 181 personnes par km2 et 15 065 km2 de superficie.